# Amphicyon galushai
Az Amphicyon galushai az emlősök (Mammalia) osztályának ragadozók (Carnivora) rendjébe, ezen belül a fosszilis medvekutyafélék (Amphicyonidae) családjába és az Amphicyoninae alcsaládjába tartozó faj.

## Tudnivalók
Az Amphicyon galushai előfordulási területe Észak-Amerikában volt. Az állat a középső miocén korszakban élt, azaz 18,8-17,5 millió évvel ezelőtt. Maradványait a nyugat-nebraskai Runningwater-formációban és a coloradoi Troublesome-formációban találták meg. A kövületek között egy majdnem teljes, felnőtt koponya, egy részleges fiatal egyed koponyája, három állkapocs, fogak és hátsókoponya darabok is vannak; összesen legalább 15 különböző példányt lehet megkülönböztetni. Eme maradványokból 2003-ban, Robert M. Hunt jr. írta le és nevezte meg ezt az emlősfajt. Feltételezhetően ez a faj az őse a későbbi Amphicyon frendensnak.

## Fordítás
- Ez a szócikk részben vagy egészben  az   Amphicyon#Species című angol Wikipédia-szócikk ezen változatának fordításán alapul.  Az eredeti cikk szerkesztőit annak laptörténete sorolja fel. Ez a jelzés csupán a megfogalmazás eredetét és a szerzői jogokat jelzi, nem szolgál a cikkben szereplő információk forrásmegjelöléseként.